# Witstaartvliegenvanger
De witstaartvliegenvanger ook wel Lathams vliegenvanger (Microeca fascinans oude naam: M. leucophaea) is een vogel uit de familie van de Australische vliegenvangers (Petroicidae).

## Kenmerken

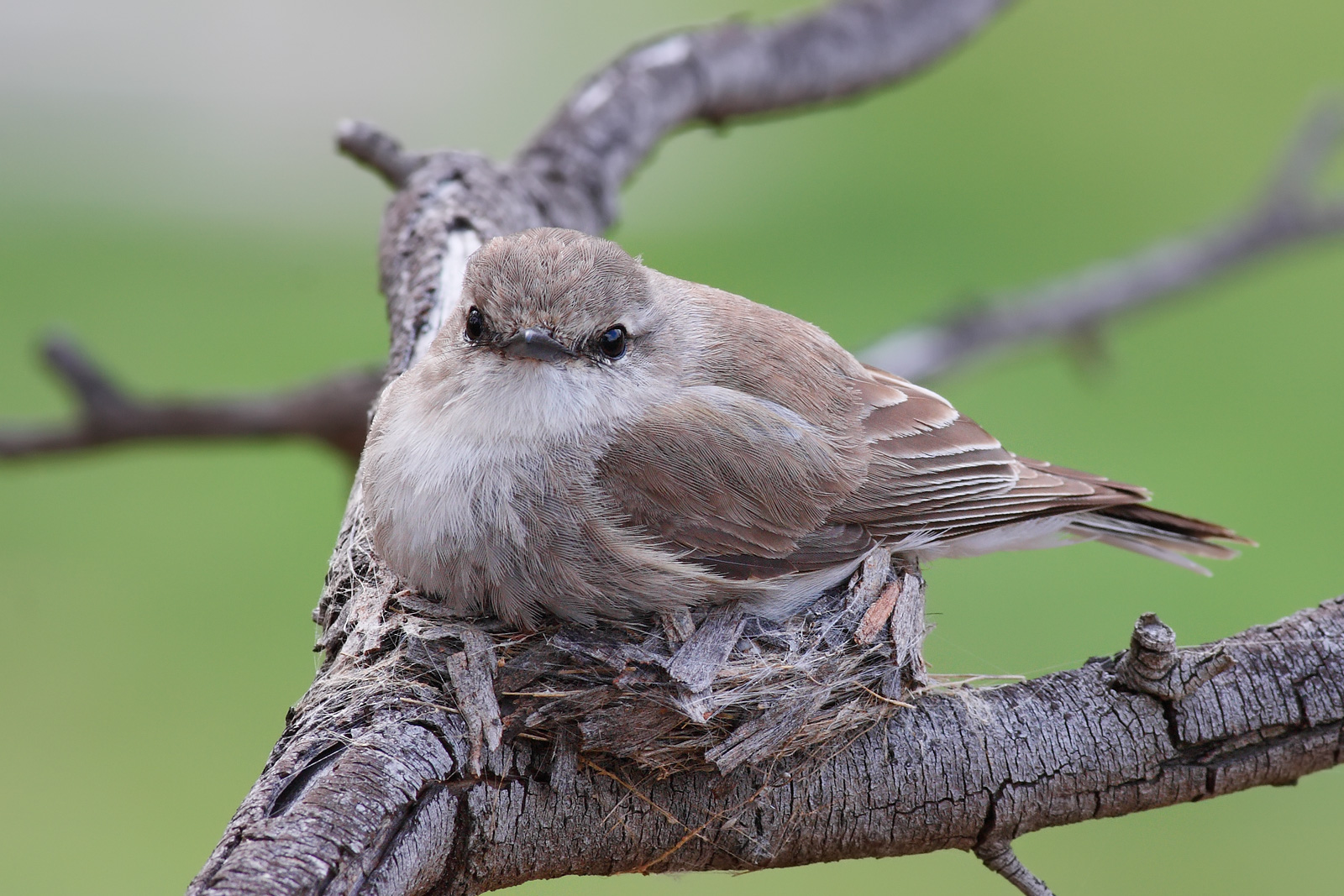
Nest

De witstaartvliegenvanger is een vertederend, klein bruin vogeltje, 12 tot 14,5 cm lang. De vogel is van boven grijsbruin en van onder vuilwit. Hij heeft een kleine insectenetersnavel en een witte streep tussen de snavel en het oog en witte oogleden. De staart is donkerbruinzwart met witte buitenste staartpennen. In Australië bestaan allerlei koosnamen voor deze vogel zoals Jacky Winter, Peter Peter (dit slaat op het geluid, dat klinkt als een helder, verdragend Pieter-pieter), Postsitter, Postboy en Stumpbird.

## Broedgedrag
Het nest wordt gemaakt op een bijna horizontale tak, in de vork. Het is een klein nestje met een ondiepe kom, gemaakt van droog gras, gecamoufleerd met korstmos en "vastgeplakt" aan het hout met spinnenwebdraad. Hierin legt de witstaartvliegenvanger twee eitjes.

## Verspreiding en leefgebied
Deze vogel komt voor in heel Australië (behalve Tasmanië) en de ondersoort M. fascinans zimmeri komt voor rond Port Moresby in Papoea-Nieuw-Guinea. Het leefgebied van de witstaartvliegenvanger bestaat uit halfopen landschappen en gebieden met struikgewas afgewisseld met grote dode bomen of aangeplante bomen langs waterlopen, boomgaarden en parken. De vogel mijdt gebieden die geschikt worden gemaakt voor menselijke bewoning.
De soort telt vier ondersoorten:
- M. f. zimmeri: zuidoostelijk Nieuw-Guinea.
- M. f. pallida: noordelijk Australië.
- M. f. fascinans: oostelijk en zuidoostelijk Australië.
- M. f. assimilis: zuidwestelijk, centraal en zuidelijk Australië.

## Status
De grootte van de populatie is niet gekwantificeerd maar de soort wordt omschreven als vrij algemeen maar schaars in bewoond gebied. Op de Rode lijst van de IUCN heeft deze soort de status niet bedreigd.